# Hannah Twynnoy
 (novembre 2019).
Si vous disposez d'ouvrages ou d'articles de référence ou si vous connaissez des sites web de qualité traitant du thème abordé ici, merci de compléter l'article en donnant les références utiles à sa vérifiabilité et en les liant à la section « Notes et références ».
Hannah Twynnoy est connue pour avoir été la première personne en Angleterre à mourir à la suite d'une attaque de tigre. Employée comme serveuse dans un pub du centre de Wiltshire, au XVIIIe siècle, sa légende fait partie du folklore britannique. Elle est tuée par le tigre d'un cirque ambulant. Sa date de naissance est inconnue, mais sa tombe indique un décès en date du  23 octobre 1703, à l'âge de 33 ans.
La tombe d'Hannah Twynnoy se trouve à l'abbaye de Malmesbury, à Wiltshire. On peut y lire ce poème : « In bloom of life/ She's snatched from hence/ She had no room/ To make de la comédienne Marie Perrin/ For tyger fierce/ Took life away/ And here she lies in a bed of clay/ Until the Resurrection Day ».
De récentes recherches effectuées par l'historien John Bowen ont permis de trouver un compte-rendu plus précis des circonstances de la mort d'Hannay Twynnoy. L'historien  apprit qu'une plaque avait été fixée sur le mur d'une église de Hullavington, à cinq miles de l'abbaye Malmesbury, détaillant le décès. La plaque fut vraisemblablement installée peu de temps après sa mort, dans les premières années du XVIIIe siècle. Elle fut perdue, mais son existence enregistrée par un historien de l'époque victorienne.
Ironiquement, le pub pour lequel Hannah Twynnoy travaillait aurait eu pour nom The White Lion (le lion blanc). Lorsqu'un cirque débarque à Malmesbury en 1703, il s'installe dans la grande cour située derrière le pub. La ménagerie inclut un tigre, que la serveuse se plaisait à agacer malgré les avertissements. Le tigre s'échappe et tue Hannah Twynnoy.

## Mystère
Il est avéré que la date du décès est le 23 octobre 1703, et que la cause de la mort est bien l'attaque par un tigre. Cependant,  le poème gravé sur la tombe de la défunte demeure un mystère. Il n'était pas inhabituel en Angleterre à cette époque de graver quelques vers sur les pierres tombales. Cependant, ceci était habituellement réservé aux mieux nantis, le tout coûtant plutôt cher, même en s'abstenant de recourir aux services d'un poète. Un lot dans la cour de l'abbaye de Malmesbury devait aussi être dispendieux. L'identité de la personne qui défraya tous ces coûts est inconnue.
« In bloom of life » peut aussi signifier que la défunte était enceinte, puisqu'une personne de 33 ans n'était pas considérée comme jeune en 1703.
Le rapport entre Twynnoy et le village de Hullavington n'est pas clair. Il semblerait que ce soit son village natal, bien qu'aucun document ne le prouve.

## Folklore moderne
- En 2003, pour le 300e anniversaire de la mort d'Hannah Twynnoy, une cérémonie fut célébrée, alors que toutes les fillettes du village âgées de moins de 11 ans et prénommées Hannah vinrent déposer une fleur sur sa tombe.
- Une route construite en 1993 à Malmesbury fut baptisée "Twynnoy Close".